# Jumbobøger nr. 101-200
Denne side er en oversigt over de danske jumbobøger nr. 101-200, der oprindeligt blev udgivet fra 1989 til 1998 af Egmont Serieforlaget. Nr. 121-150 blev desuden genudgivet i 2005. Ingen af jumbobøgerne i oversigten har ISBN-numre, da det først indførtes med nr. 253, der blev udgivet i 2002. Alle bind er i B6-format med farver på alle sider. Nr. 101-127 er på 264 sider, mens nr. 128-200 er på 256 sider hver.
Bogryggene danner et motiv for hver 10 bind, et princip der indførtes med nr. 91. Nr. 101-110 viser marcherende elefanter, nr. 111-120 Anders And, nr. 121-130 Andersine, nr. 131-140 Pluto, nr. 141-150 Fedtmule, nr. 151-160 Mickey Mouse, nr. 161-170 Olkel Joakim, nr. 171-180 Stålanden, nr. 181-190 Rip, Rap og Rup og nr. 191-200 Georg Gearløs. Ved genudgivelsen af nr. 121-150 blev rygmotiverne skiftet ud så nr. 121-130 fik forsiden fra nr. 127 En rigtig rystetur som motiv, nr. 131-140 forsiden fra nr. 140 Anders på opdagelse og nr. 141-150 forsiden fra nr. 147 Panik i pengetanken.

## Oversigt
| Nr. | Titel                              | Udgivet            |
| --- | ---------------------------------- | ------------------ |
| 101 | Det store væddemål                 | 30, november 1989  |
| |                                    |                    |
| 102 | Tarzand                            | 4. januar 1990     |
| |                                    |                    |
| 103 | Den falske tyv                     | 1. februar 1990    |
| |                                    |                    |
| 104 | En nøgleroman                      | 1. marts 1990      |
| |                                    |                    |
| 105 | Fægtemesteren                      | 5. april 1990      |
| |                                    |                    |
| 106 | Stålanden på spanden               | 3. maj 1990        |
| |                                    |                    |
| 107 | Terror i pengetanken               | 7. juni 1990       |
| |                                    |                    |
| 108 | Tågesnak                           | 5. juli 1990       |
| |                                    |                    |
| 109 | Varulven er løs                    | 6. september 1990  |
| |                                    |                    |
| 110 | Haj, Mickey!                       | 1990               |
| |                                    |                    |
| 111 | Indianda And                       | 1990               |
| |                                    |                    |
| 112 | Gal i skralden                     | 1990               |
| |                                    |                    |
| 113 | Et spring af dimensioner           | 1990               |
| |                                    |                    |
| 114 | Drømmehulen                        | 1991               |
| |                                    |                    |
| 115 | Pengenød                           | 1991               |
| |                                    |                    |
| 116 | Det er fedt, Anders                | 7. marts 1991      |
| |                                    |                    |
| 117 | Højt at flyve                      | 4. april 1991      |
| Jumbobog 117 – Højt at flyve... indeholder 4 selvstændige historier og er på 264 sider. - Side 5 – Pompei genopstår med Onkel Joakim - Side 46 – Hittebarnet fra rummet med Georg Gearløs - Side 56 – Modekjolen med Mickey Mouse - Side 89 – Den fantastiske historie om Jagten på Stjernehjulet Den sidste historie i denne jumbobog er speciel, idet den er delt op i 6 underhistorier og ikke har en generel hovedperson, som normale jumboboghistorier. Desuden er denne jumbobog usædvanlig, da selve historien ikke afsluttes i denne bog men fortsætter i den næste jumbobog, nr. 118 Jagten på stjernehjulet. |                                    |                    |
| 118 | Jagten på stjernehjulet            | 2. maj 1991        |
| Jumbobog 118 – Skrumpegassen indeholder 3 selvstændige historier. - Side 5 - Oppe på tæerne med Onkel Joakim, Andy Anderbilt, Anders And og Georg Gearløs. Andy Anderbilt har stor succes med sin opera, og Onkel Joakim vil derfor også have en opera, men da han som sædvanligvis ikke vil betale for meget, hyrer han billige ballerinaer og får Georg Gearløs til at lave en maskine, der får dem til at kunne svæve. Ved den store premiere sættes Anders til at passe maskinen med katastrofale følger. - Side 66 - Den fantastiske historie om Jagten på Stjernehjulet med Onkel Joakim, Anders And, Mickey Mouse, Fedtmule, Rip, Rap og Rup, Georg Gearløs, Sorteper, Hexia de Trick, Stålanden mfl. Denne historie i 12 dele fortsætter fra den forrige Jumbobog og i disse sidste seks afsnit lykkedes det de forskellige Andeby-personligheder at samle de sidste seks stjernetegnsamuletter fra alle dele af verden. Da de skal til at samle dem, hvilket vil sætte dem i stand til at se ind i fremtiden, overraskes de af Sorteper og Sorte Slyngel, der vil bruge hjulet til egen vinding. - Side 238 - Elefantisk oplevelse med Mickey Mouse, BipBip og Professor Ferm. Da Mickey skriver et brev på sin skrivemaskine laver han en masse slåfejl. Lidt efter banker BipBip på døren og beder ham hjælpe professor Ferm med at undersøge nedslaget af et meteorit, der blev styret under nedslaget. BipBip opdager at Mickeys slåfejl i virkeligheden er et nødsignal fra det nedslagsområdet, der dog er lukket af militæret, og Mickey og BipBip må derfor vende om, da de prøver at nærme sig. Ved hjælp af en maskine professor Ferm har lavet, kan de få flere informationer fra væsenet gennem Mickey, og de flyver ud og finder et rumvæsen, der er styrtet ned. Rumvæsenet kan kun komme hjem, hvis han kan finde en hellig port. BipBip finder ud af, at det drejer sig om solporten i Tiahuanaco, og de flyver rumvæsenet derhen i deres helikopter, og han kalder på hjælp og får Mickey og BipBip til at love at holde deres møde hemmeligt. Den mellemste historie i denne jumbobog er speciel idet den er delt op i 6 underhistorier og ikke har en generel hovedperson, som normale jumboboghistorier. Desuden er denne jumbobog usædvanlig da selve historien er forsat fra den forrige bog, nr. 117 Højt at flyve. |                                    |                    |
| 119 | Hold fast, Anders!                 | 6. juni 1991       |
| |                                    |                    |
| 120 | Rivaler i Paris                    | 4. juli 1991       |
| |                                    |                    |
| 121 | Jagten på – ingenting!             | 1. august 1991     |
| |                                    |                    |
| 122 | Kom igen, Onkel Joakim!            | 5. september 1991  |
| |                                    |                    |
| 123 | Hjerteknuseren                     | Oktober 1991       |
| |                                    |                    |
| 124 | Hold hovedet koldt, Anders         | 7. november 1991   |
| |                                    |                    |
| 125 | Miljøhelten                        | December 1991      |
| |                                    |                    |
| 126 | Forklædt som stjerne               | Januar 1992        |
| |                                    |                    |
| 127 | En rigtig rystetur                 | 1992               |
| |                                    |                    |
| 128 | Krystal-magi                       | 1992               |
| |                                    |                    |
| 129 | Hvor er du, skat?                  | 1992               |
| |                                    |                    |
| 130 | I totterne på Højben               | 1992               |
| |                                    |                    |
| 131 | En førsteklasses bandit            | 1992               |
| |                                    |                    |
| 132 | Stålanden i aktion                 | 1992               |
| |                                    |                    |
| 133 | Vågn op, Anders!                   | 1992               |
| |                                    |                    |
| 134 | Godt gået, Anders                  | 1992               |
| |                                    |                    |
| 135 | Guld i sigte                       | 1992               |
| |                                    |                    |
| 136 | Ud at køre med de...               | 1992               |
| |                                    |                    |
| 137 | Skattejagten                       | 1992               |
| |                                    |                    |
| 138 | Stjernetur                         | 1992               |
| |                                    |                    |
| 139 | Heldige Anders                     | 1992               |
| |                                    |                    |
| 140 | Anders på opdagelse                | 1993               |
| |                                    |                    |
| 141 | Jeg, en over-and                   | 1993               |
| |                                    |                    |
| 142 | Mickey, min helt!                  | 1993               |
| |                                    |                    |
| 143 | Jubilæumsnummeret                  | 1993               |
| Udgivet ved 25 års jubilæet for jumbobøgerne. |                                    |                    |
| 144 | Fed fremtid                        | 1993               |
| |                                    |                    |
| 145 | Onkel Joakim punger ud             | 1993               |
| |                                    |                    |
| 146 | Vind i sejlet                      | 1993               |
| |                                    |                    |
| 147 | Panik i pengetanken                | 1993               |
| |                                    |                    |
| 148 | Tankeoverføring                    | 1993               |
| |                                    |                    |
| 149 | Onkel Joakim på spring             | 1993               |
| |                                    |                    |
| 150 | 150                                | 1994               |
| |                                    |                    |
| 151 | Skattesmæk                         | 1994               |
| |                                    |                    |
| 152 | Sure miner                         | 1994               |
| |                                    |                    |
| 153 | Gode forbindelser                  | 1994               |
| |                                    |                    |
| 154 | En slem krukke                     | 1994               |
| |                                    |                    |
| 155 | Vampyrens hemmelighed              | 1994               |
| |                                    |                    |
| 156 | Lille gartner, hvad nu?            | 1994               |
| |                                    |                    |
| 157 | Operation Kaktus                   | 1994               |
| |                                    |                    |
| 158 | Onkel Joakim går i luften          | 1994               |
| |                                    |                    |
| 159 | Stålanden i krise                  | 1994               |
| |                                    |                    |
| 160 | Den tapre landsoldat               | 1994               |
| |                                    |                    |
| 161 | Verdens modigste and               | 1994               |
| |                                    |                    |
| 162 | Sømmet i bund, Anders              | December 1994      |
| |                                    |                    |
| 163 | Gravrøverne                        | Januar 1995        |
| |                                    |                    |
| 164 | Storsvindlerne                     | Februar 1995       |
| |                                    |                    |
| 165 | Høj guldfeber                      | Marts 1995         |
| |                                    |                    |
| 166 | Anders i Hollywood                 | April 1995         |
| |                                    |                    |
| 167 | Rejsen til jordens indre           | Maj 1995           |
| |                                    |                    |
| 168 | Asteroide-jagten                   | Juni 1995          |
| |                                    |                    |
| 169 | Styr dig, Anders!                  | Juli 1995          |
| |                                    |                    |
| 170 | Zarens kurér                       | August 1995        |
| |                                    |                    |
| 171 | Anders slår tonen an...            | September 1995     |
| |                                    |                    |
| 172 | Mærk verden, Anders!               | Oktober 1995       |
| |                                    |                    |
| 173 | Tyven fra Bagdad                   | November 1995      |
| |                                    |                    |
| 174 | Anders Løveand                     | December 1995      |
| |                                    |                    |
| 175 | 175                                | Januar 1996        |
| |                                    |                    |
| 176 | Guldstøv på hjernen                | 1996               |
| |                                    |                    |
| 177 | Den mystiske planet                | 1996               |
| |                                    |                    |
| 178 | Bjørnebanditternes gyldne badedage | 1996               |
| |                                    |                    |
| 179 | Den uheldige viking                | 1996               |
| |                                    |                    |
| 180 | Fremtidsbogen                      | 1996               |
| |                                    |                    |
| 181 | Kampen på olympen                  | 1996               |
| Udgivet ved 100 års jubilæet for den moderne udgave af De olympiske lege. |                                    |                    |
| 182 | Fortid tur/retur                   | 1996               |
| |                                    |                    |
| 183 | Kuk i tyngdekraften                | 1996               |
| |                                    |                    |
| 184 | Jorden rundt på 80 måder           | 1996               |
| |                                    |                    |
| 185 | Døren til nye verdner              | 1996               |
| |                                    |                    |
| 186 | Guld og gammelt jern               | December 1996      |
| |                                    |                    |
| 1987 | Oraklets sendebud                  | Januar 1997        |
| |                                    |                    |
| 188 | Al Crapyles skat                   | 1997               |
| |                                    |                    |
| 189 | To modige gringos                  | 1997               |
| |                                    |                    |
| 190 | Spøg til side                      | 1997               |
| |                                    |                    |
| 191 | Mareridt på Drømmeøen              | 1997               |
| Jumbobog 191 – Mareridt på Drømmeøen indeholder ni selvstændige historier: - Side 5: Noget, der ikke stemmer med Anders And - Side 37: En ægte skat med Anders And - Side 69: Den glemte ø's hemmelighed med Mickey Mouse - Side 104: Et godt papir med Anders And - Side 119: En hverdagshelt fra Andersines Dagbog - Side 143: Tårnhøje problemer med Mickey Mouse - Side 177: Den store badedag med Mickey Mouse - Side 179: Aviskrigen med Onkel Joakim - Side 215: Mareridt på Drømmeøen med Anders And |                                    |                    |
| 192 | Præmiegrisen                       | 1997               |
| |                                    |                    |
| 193 | Jagten på sumpuhyret               | 1997               |
| |                                    |                    |
| 194 | Ren nedtur                         | Juli 1997          |
| |                                    |                    |
| 195 | Inka-skatten                       | 14. august 1997    |
| |                                    |                    |
| 196 | Hvem jager hvem?                   | 11. september 1997 |
| |                                    |                    |
| 197 | Kejser Joakim i knibe              | Oktober 1997       |
| |                                    |                    |
| 198 | På et hængende hår                 | November 1997      |
| |                                    |                    |
| 199 | Anders går til filmen              | December 1997      |
| |                                    |                    |
| 200 | 200                                | Januar 1998        |
| |                                    |                    |